# Куган, Александр Владимирович
Алекса́ндр Влади́мирович Куган (бел. Аляксандр Уладзіміравіч Куган; род. 26 мая 1991, Молодечно, Минская область) — белорусский футболист, защитник клуба «Шайблингкирхен-Варт».

## Карьера

### Клубная
Воспитанник ДЮСШ № 2 города Молодечно. Первый тренер — В. А. Терещенко.
В составе минского «Динамо» выступал с 2008 года. В сезоне-2009 стал победитель чемпионата Беларуси среди дублирующих составов. В конце августа 2012 года был отдан в аренду клубу «Берёза-2010», из первой лиги. В 2013 году был в аренде в могилёвском «Днепре», с которым в 2014 году подписал полноценный контракт.
Сезон 2014 начинал в качестве основного опорного полузащитника, однако позднее из-за травм потерял место в основе и появлялся на поле эпизодически. В сезоне 2015 был игроком основного состава. В феврале 2016 года по окончании контракта покинул клуб. Ещё до ухода из «Днепра» отправился в «Слуцк», с которым вскоре подписал контракт. В «Слуцке» не смог закрепиться в основе, чаще всего выходил на замену. В декабре 2016 года покинул команду.
В марте 2017 года стал игроком литовского клуба «Утенис», где был игроком основы. В июле вернулся в Беларусь, подписав контракт со столичным «Торпедо». В составе минской команды был игроком основы.
В январе 2018 года покинул «Торпедо» и перешёл в австрийский клуб «Мауэрверк».
В июле 2023 года присоединился к австрийскому клубу «Шайблингкирхен-Варт», выступающего в четвёртом дивизионе.

### В сборной
Выступал за молодёжную сборную Беларуси.